# Resolució 1186 del Consell de Seguretat de les Nacions Unides
La Resolució 1186 del Consell de Seguretat de les Nacions Unides fou adoptada per unanimitat el 21 de juliol de 1998.
Després de recordar les resolucions 1105 (1997) i 1110 (1997), el Consell va ampliar i reforçar el mandat de la Força de Desplegament Preventiu de les Nacions Unides (UNPREDEP) a la República de Macedònia fins al 28 de febrer de 1999.
La resolució va assenyalar que la missió de la UNPREDEP tenia un paper important en el manteniment de la pau i l'estabilitat a Macedònia i va recordar resolucions relatives a la situació a Albània, incloses les resolucions 1101 (1997) i 1114 (1997). També va recordar la Resolució 1160 (1998) que va imposar un embargament d'armes a la República Federal de Iugoslàvia (Sèrbia i Montenegro), inclòs Kosovo. La missió de la UNPREDEP també va supervisar la frontera per evitar la propagació dels conflictes i els fluxos il·legals d'armes.
El Consell de Seguretat va enfortir la missió de la UNPREDEP fins a 1.050 persones i va ampliar el seu mandat durant sis mesos més per supervisar les disposicions de la Resolució 1160. Seria l'extensió final de la Força de Desplegament Preventiu a causa d'un veto per part de la Xina després del reconeixement de Taiwan per la república de Macedònia. En els mesos següents, quan els primers refugiats de Kosovo van travessar la frontera amb Macedònia, el president macedoni Kiro Gligorov va afirmar que la presència de la UNPREDEP era més necessària en aquest moment.